# Pediomelum aromaticum
Pediomelum aromaticum là một loài thực vật có hoa trong họ Đậu. Loài này được (Payson) W.A.Weber miêu tả khoa học đầu tiên.